# Bakuská slovanská univerzita
Bakuská slovanská univerzita (BSU) (ázerbájdžánsky Bakı Slavyan Universiteti) je veřejná univerzita v Baku v Ázerbájdžánu.

## Historie
Univerzita, původně pojmenovaná Institut ruského jazyka a literatury, byla založena v roce 1946 z nařízení Rady lidových komisařů SSSR jako pedagogická škola pro přípravu učitelů ruštiny.
První absolventi (budoucí učitelé ruštiny a ruské literatury na ázerbájdžánských středních školách) zakončili studium 30. července 1948.
S posílením ázerbájdžánštiny na úkor ruštiny po osamostatnění státu byla škola v roce 2000 přejmenována na současné jméno a výuka rozšířena kromě ruštiny o další slovanské jazyky, nechybí ani bohemistika.

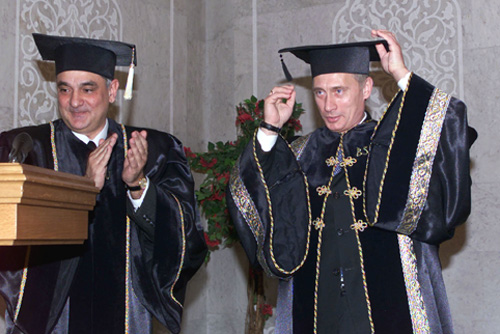
Prezident Ruské federace Vladimir Putin v lednu 2001 při převzetí čestného doktorátu BSU

Univerzitu navštívil při své návštěvě Ázerbájdžánu v roce 2011 český prezident Václav Klaus se svou chotí. Studentům bohemistiky daroval českou beletrii, slovníky a učebnice českého jazyka pro cizince.
V červnu 2016 byla jmenována rektorkou Bakuské slovanské univerzity Nurlana Alieva, předsedkyně tzv. Ženské rady ázerbájdžánské vládní strany Eni Azerbajdžan a bývalá poradkyně ázerbájdžánského ministra školství. V srpnu 2016 se objevily zprávy o tom, že nová rektorka zakázala při běžné komunikaci na univerzitě, tj. mezi studenty a pedagogy, používat jakýkoli jiný jazyk kromě ázerbájdžánštiny. Tento zákaz ze vztahoval i na slovanské jazyky, které se zde vyučují, což vyvolalo kontroverze, zejména negativní reakce ze strany ruskojazyčné veřejnosti.

## Fakulty
- Pedagogická fakulta
- Fakulta filologie
- Fakulta mezinárodních vztahů a teritoriálních studií
- Překladatelská fakulta
- Fakulta zvyšování kvalifikace a rekvalifikace
- Fakulta kreativity
- Fakulta žurnalistiky a ázerbájdžánské filologie

## Čestné doktoráty
- Vladimir Putin – prezident Ruské federace
- Ivan Pljuš – předseda parlamentu Ukrajiny
- Alexij II. – patriarcha moskevský a celé Rusi
- Sergej Michajlovič Mironov – předseda horní komory Parlamentu Ruska
- Želju Želev – prezident Bulharska (1990–1997)
- Konstantinos Stefanopulos – prezident Řecka (1995–2005)
- Georgi Parvanov – prezident Bulharska (2002–2012)
- Viktor Juščenko – premiér (1999–2001), prezident Ukrajiny (2005–2010)
- Lech Kaczyński – polský prezident (2005–2010)
- Alexandr Lukašenko – běloruský prezident
- Karolos Papulias – řecký prezident
- Sergej Naryškin – předseda Státní dumy Ruské federace